# Annick Lanoë
Annick Lanoë (París, 1948) és una directora de cinema i guionista francesa. Va dirigir la sala de cinema La Pagode, a París, bans de dirigir diversos curtmetratges.
El seu primer llargmetratge, Les Nanas, es va estrenar el 1985. També ha escrit alguns llibres com Qui est sous ma couette.

## Filmografia
- 1985 : Les Nanas
- 1992 : Les Mamies